# Bibia (Niamey)
Bibia ist ein Weiler im Arrondissement Niamey V der Stadt Niamey in Niger.

## Geographie
Der Weiler befindet sich im Südwesten des ländlichen Gebiets von Niamey V. Zu den umliegenden Siedlungen zählen die Weiler Bougoum im Nordwesten und Hogolé im Süden. Bei Bibia verläuft ein Nebental des 17 Kilometer langen Trockentals Kourtéré Gorou, das hinter Kourtéré in den Fluss Niger mündet.

## Bevölkerung
Bei der Volkszählung 2012 hatte Bibia 285 Einwohner, die in 14 Haushalten lebten. Bei der Volkszählung 2001 betrug die Einwohnerzahl 152 in 23 Haushalten